# DIAPH1
DIAPH1‏ (Diaphanous related formin 1) هوَ بروتين يُشَفر بواسطة جين DIAPH1 في الإنسان.